# Ködmön TSE

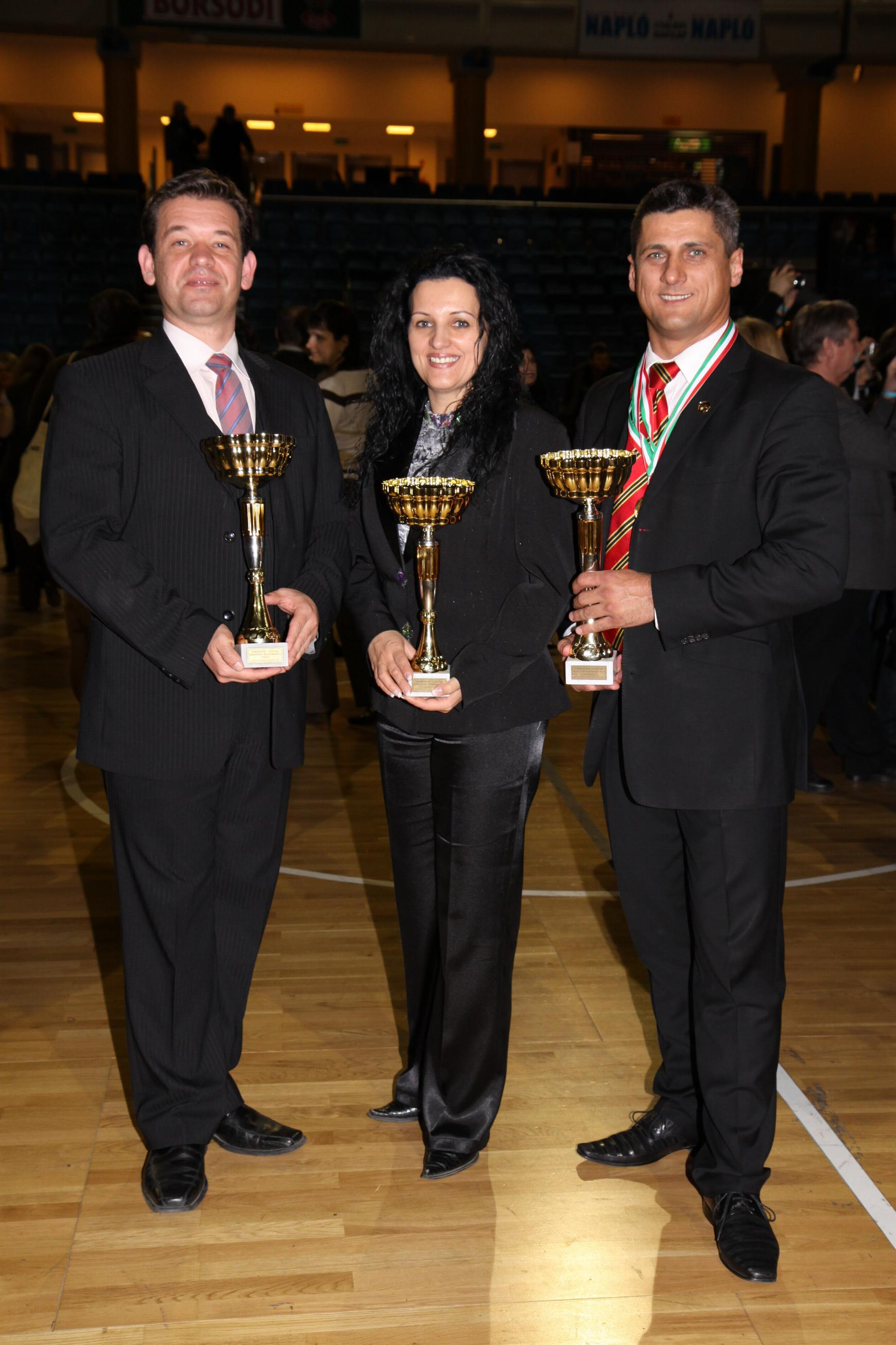
Azari Péter, Mezei Ágnes és
Simon Csaba a 2009-es kupákkal

A Ködmön TSE (Ködmön Társastánc és Sport Egyesület) Miskolc kulturális életének egyik fontos tényezője. Nevét 1978-ban kapta a Középiskolás Diákok Művészeti Öntevékeny Köre elnevezés rövidítéseként.

## Története

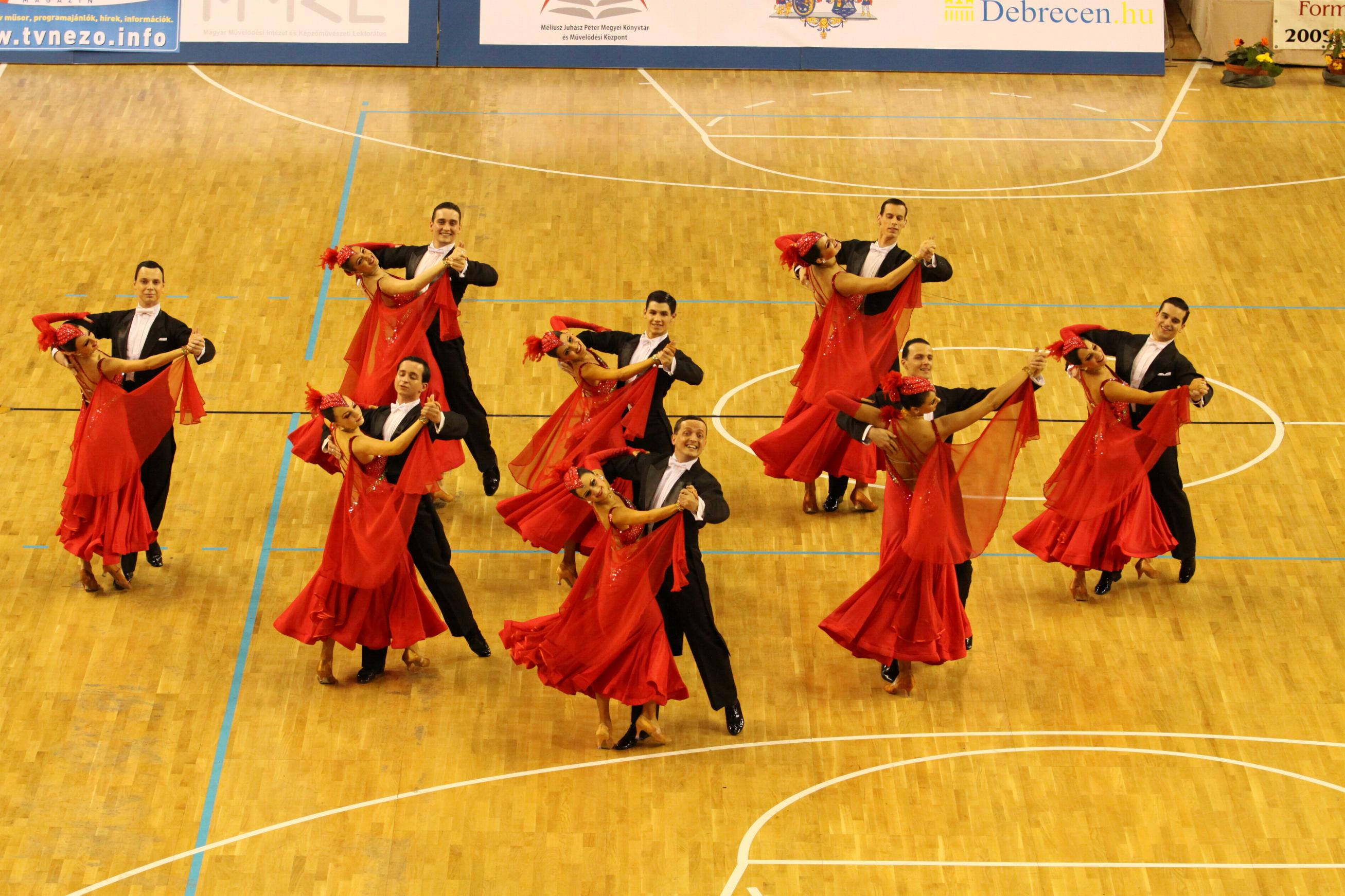
Standard Formációs Magyar Bajnokság, az A csapat
Sweet Charity - 2009. április 1.

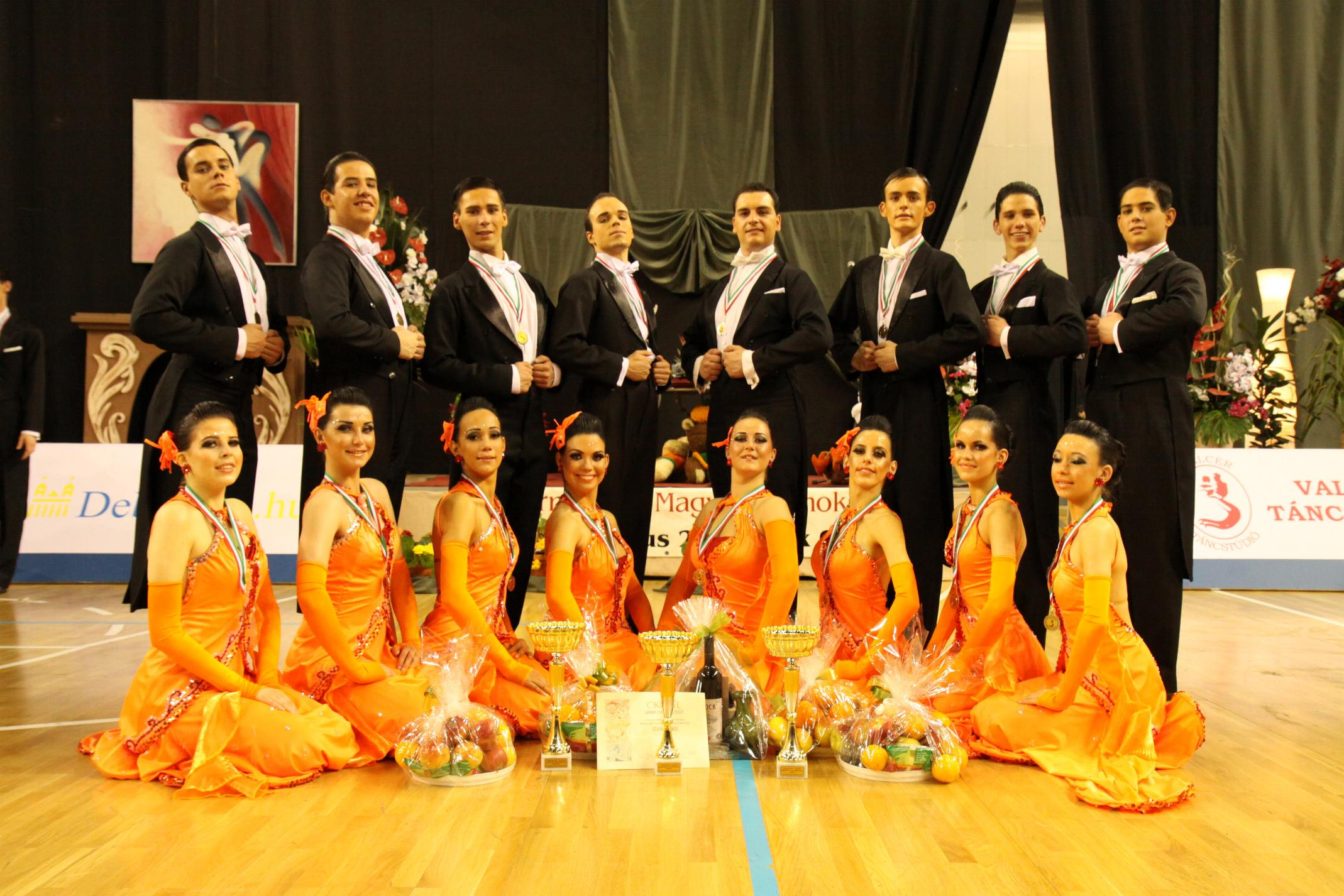
Standard Formációs Magyar Bajnokság, a B csapat

Az 1978-ban alakult egyesület első művészeti vezetője Fügeczkyné Balogh Mária volt, akinek irányításával kezdődött a tánckultúra miskolci utánpótlásának kinevelése. A 90-es években a szlovák származású Böhm Ottó vette át munkáját, és a formációs versenytáncok művelésének magas szintre emelésével számos hazai és nemzetközi sikert ért el csapatával. 1990-től nemcsak a magyar bajnokságok résztvevői, hanem az Európa-bajnokságok és a világbajnokságokon is szerepelnek. 
Az első időkben mint Ködmön Formációs Táncegyesület működött, 2000-ben alakult meg a jelenlegi formáció, és 2001-től ennek az egyesületnek a szerves részeként dolgozik a Ködmön TSE a miskolci Ifjúsági és Szabadidő Házban. Az együttes fő profilja és célja a formációs versenytáncok népszerűsítése és a táncosok versenyeztetése. A művészeti munkákat Simon Csaba irányítja és a koreográfiát is ő tervezi, az egyesület főtanácsosa Csóka Edit, a Magyar Fesztivál Szövetség tánc tagozatának vezetője. Az egyesület munkájának eredményeképpen 2009-ben először Európában rendezték meg az IDSF Standard Formációs Táncok Európa-bajnokságát.
A táncosok két kategóriában és több csoportban versenyeznek. A standard táncok közé tartozik az angolkeringő, a tangó, a bécsi keringő, a slowfox és a quickstep. A latin-amerikai táncok kategória a szamba, a rumba, a csacsacsa, a pasodoble és a jive táncokat tartalmazza. Jelenleg a Ködmön TSE több mint 300 tagot számlál többféle korosztályban (gyermek, ifjúsági, felnőtt).

## Az „A” csapat tagjai
1. Módis Gábor – Hornyák Zsófia
2. Vígh András – Szinyei Edina
3. Buséter Gábor – Bodnár Emese
4. Plósz Bence – Asszonyi Zsófia
5. Balajti Péter – Putnóczki Zsanett
6. Kőszegi Gergely – Bundzik Alíz
7. Zbuskó Bence – Garabuczi Zsófia
8. Pásztor Marcell – Takács Mariann

## Egyéni versenyzők
1. Süttő Roland – Tombácz Anikó
2. Módis Gábor – Hornyák Zsófia
3. Vigh András – Szinyei Edina
4. Buséter Gábor – Bodnár Emese
5. Plósz Bence – Asszonyi Zsófia
6. Balajti Péter – Putnóczki Zsanett
7. Zbuskó Bence – Garabuczi Zsófia
8. Pásztor Marcell – Takács Mariann
9. Roósz Richárd – Vass Eszter
10. Nagy Antal – Kovács Emese

## Eredmények

### Világbajnokságok
A táblázat nem teljes.
| Szám | Év   | Helyszín     | Helyezés | Verseny neve                      | Csapat | Tánc | Koreográfia      |
| 1    | 2002 | Chişinău     | 8.       | Standard Formációs Világbajnokság |        |      |                  |
| 2    | 2004 | Braunschweig | 13.      | Standard Formációs Világbajnokság |        |      |                  |
| 3    | 2005 | Elbląg       | 9.       | Standard Formációs Világbajnokság |        |      |                  |
| 4    | 2006 | Moszkva      | 9.       | Standard Formációs Világbajnokság |        |      |                  |
| 5    | 2008 | Chişinău     | 7–8.     | Standard Formációs Világbajnokság |        |      |                  |
| 6    | 2009 | Ludwigsburg  | 15.      | Standard Formációs Világbajnokság |        |      |                  |
| 9    | 2012 | Ludwigsburg  | 8–11.    | Standard Formációs Világbajnokság | A      |      | The Unstoppables |

### Európa-bajnokságok
A táblázat nem teljes.
| Szám | Év   | Helyszín       | Helyezés | Verseny neve                        | Csapat | Tánc | Koreográfia |
| 1    | 2001 | Ústí nad Labem | 9.       | Standard Formációs Európa-bajnokság | A      |      |             |
| 2    | 2003 | Chişinău       | 8.       | Standard Formációs Európa-bajnokság | A      |      |             |
| 3    | 2005 | Braunschweig   | 8.       | Standard Formációs Európa-bajnokság | A      |      |             |
| 4    | 2006 | Chişinău       | 9.       | Standard Formációs Európa-bajnokság | A      |      |             |
| 5    | 2007 | Chişinău       | 7.       | Standard Formációs Európa-bajnokság | A      |      |             |
| 6    | 2009 | Miskolc        | 11-13.   | Standard Formációs Európa-bajnokság | A      |      |             |

### Magyar bajnokságok
A táblázat nem teljes, bővítés alatt.
| Szám | Év   | Helyszín    | Helyezés | Verseny neve                                 | Csapat | Tánc                              | Koreográfia                   |
| 1    | 1996 | Miskolc     | 1.       | Társasági táncok Felnőtt Országos Bajnoksága |        |                                   |                               |
| 2    | 1996 | Miskolc     | 1.       | Standard Formációs Magyar Bajnokság          |        |                                   |                               |
| 3    | 1997 | Miskolc     | 1.       | Társasági táncok Felnőtt Országos Bajnoksága |        |                                   |                               |
| 4    | 1997 | Miskolc     | 1.       | Standard Formációs Magyar Bajnokság          |        |                                   |                               |
| 5    | 1998 | Miskolc     | 1.       | Társasági táncok Felnőtt Országos Bajnoksága |        |                                   |                               |
| 6    | 1998 | Miskolc     | 1.       | Standard Formációs Magyar Bajnokság          |        |                                   |                               |
| 7    | 1999 | Miskolc     | 3.       | Társasági táncok Junior Országos Bajnoksága  |        |                                   |                               |
| 8    | 1999 | Miskolc     | 1.       | Társasági táncok Felnőtt Országos Bajnoksága |        |                                   |                               |
| 9    | 1999 | Miskolc     | 1.       | Standard Formációs Magyar Bajnokság          |        |                                   |                               |
| 10   | 2000 | Miskolc     | 2.       | Társasági táncok Junior Országos Bajnoksága  |        |                                   |                               |
| 11   | 2000 | Miskolc     | 1.       | Standard Formációs Magyar Bajnokság          |        |                                   |                               |
| 12   | 2001 | Miskolc     | 3.       | Társasági táncok Junior Országos Bajnoksága  |        |                                   |                               |
| 13   | 2001 | Miskolc     | 2.       | Standard Formációs Magyar Bajnokság          |        |                                   |                               |
| 14   | 2002 | Miskolc     | 1.       | Társasági táncok Junior Országos Bajnoksága  | C      |                                   | Dance with me                 |
| 15   | 2002 | Miskolc     | 2.       | Standard Formációs Magyar Bajnokság          | A      | Standard mix                      | Let's face to music and dance |
| 16   | 2005 | Miskolc     | 1.       | Standard Formációs Magyar Bajnokság          | A      | Standard mix                      | Szerelem és gyűlölet          |
| 17   | 2007 | Szombathely | 1.       | Standard Formációs Magyar Bajnokság          | A      | Standard mix                      | Feeling Good                  |
| 40   | 2009 | Debrecen    | 2.       | Standard Formációs Magyar Bajnokság          | A      | Standard mix                      | Sweet Charity                 |
| 41   | 2009 | Debrecen    | 1.       | Standard Formációs Magyar Bajnokság          | C      | Társasági Táncok Junior Standard  | Hamupipőke                    |
| 42   | 2009 | Debrecen    | 2.       | Standard Formációs Magyar Bajnokság          | B      | Társasági Táncok Felnőtt Standard | Anasztázia                    |
| 43   | 2010 | Miskolc     | 2.       | Standard Formációs Magyar Bajnokság          | A      | Standard mix                      | Sweet Charity                 |
| 44   | 2011 | Debrecen    | 2.       | Standard Formációs Magyar Bajnokság          | A      | Standard mix                      | The Unstoppables              |

## Bemutatkozások
| Szám | Év   | Helyszín | Rendezvény helye         | Rendezvény neve                               | Koreográfia                   | Koreográfus |
| 1    | 2000 | Budapest | Magyar Állami Operaház   | „Táncpaletta 2000”                            | Vörös és fekete               |             |
| 2    | 2001 | Miskolc  | Miskolci Nemzeti Színház | Újévi koncert                                 |                               |             |
| 3    | 2001 | Berlin   | Tegel-tó partja          | Műsoros est a Miskolci Szimfonikus Zenekarral |                               |             |
| 4    | 2002 | Miskolc  | Miskolci Nemzeti Színház | Miskolci Nemzetközi Operafesztivál            |                               |             |
| 5    | 2002 | Budapest | Magyar Állami Operaház   | Táncpaletta 2002                              | Let’s face to music and dance | Simon Csaba |
| 6    | 2004 | Budapest | Marziott Hotel           | 122. újságíróbál                              | Let’s face to music and dance | Simon Csaba |

## Díjak

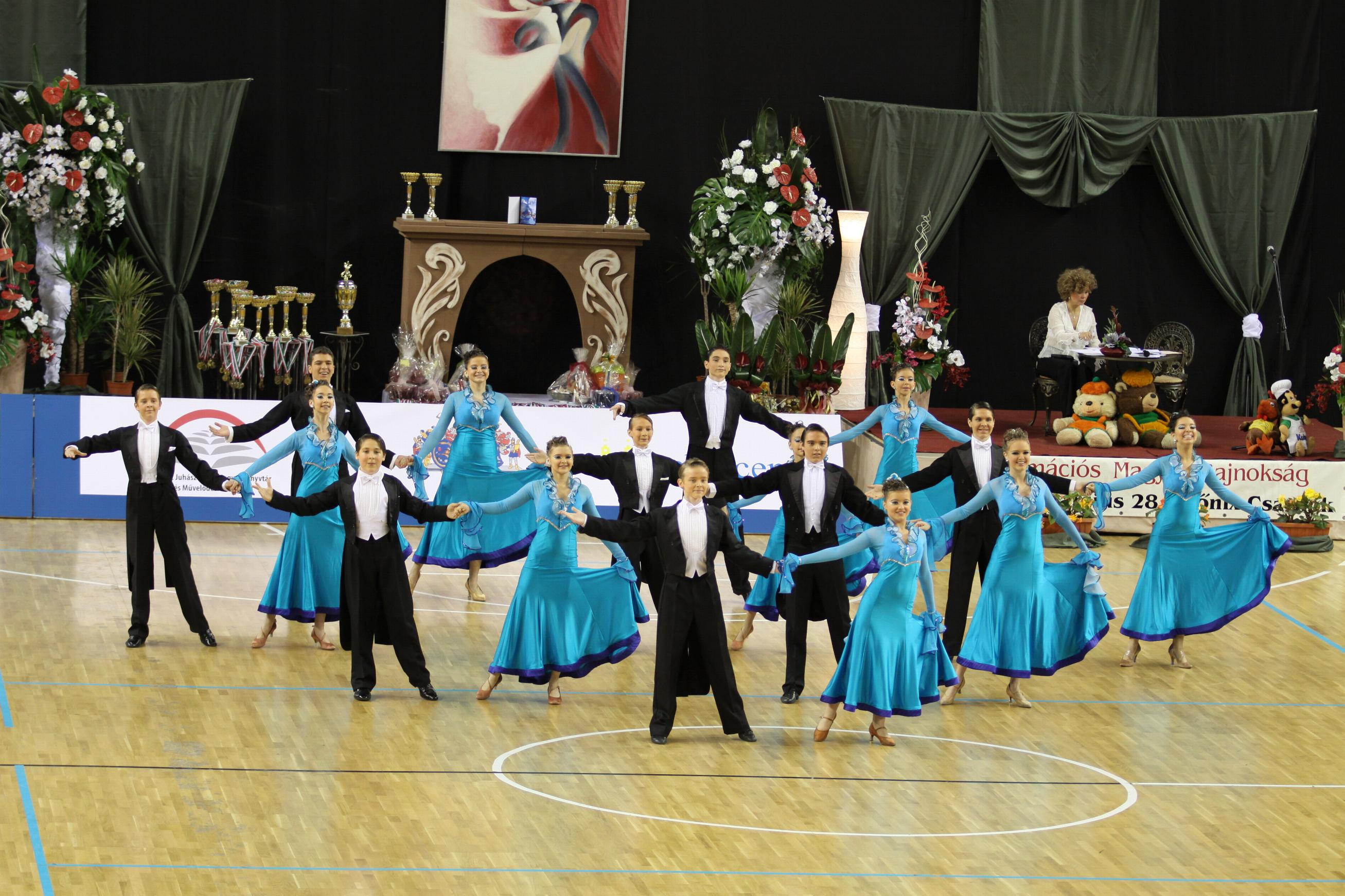
Standard Formációs Magyar Bajnokság, a C csapat
Hamupipőke - 2009. április 1.

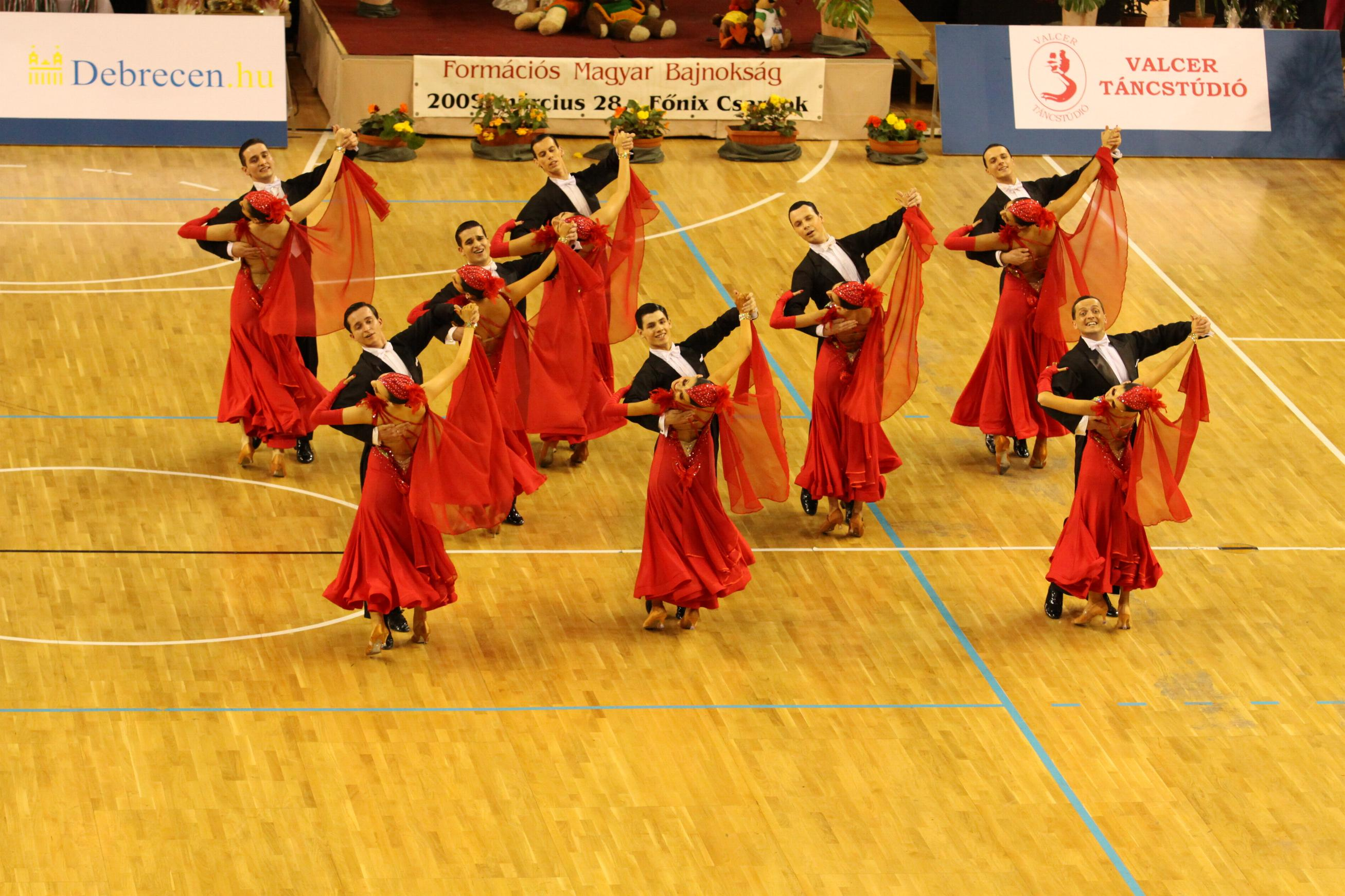
Standard Formációs Magyar Bajnokság
Sweet Charity - 2009. április.

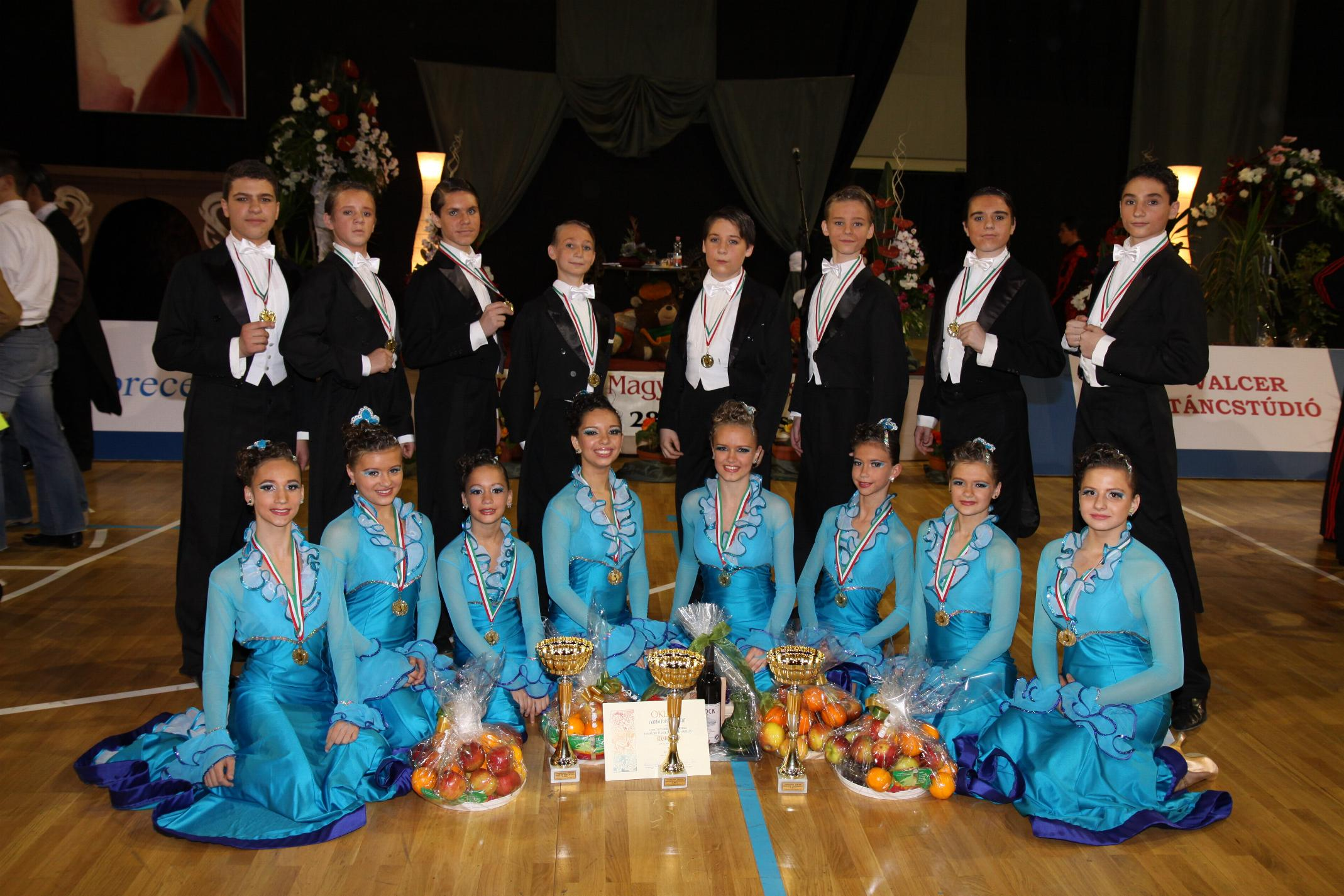
Ködmön TSE

- 1986 – Kiváló Együttes, Művelődési Minisztérium.
- 2001 – Csokonai Vitéz Mihály-díj, Nemzeti Kulturális Alap.
- 2004 – Csokonai Vitéz Mihály-díj, közösségi díj[4]
- 2006 – EuróPAS Magyar Táncdíj®, a magyar táncművészet Oscar-díja.[5]